# Fútbol Sala Zamora
Il Fútbol Sala Zamora è una squadra spagnola di calcio a 5 con sede a Zamora.

## Storia
Fondato nel 2001, lo Zamora ha sfiorato l'accesso alla Division de plata al termine della stagione 2002-03, ottenendolo però due anni più tardi. Al termine della stagione 2008-09 è stato promosso, per la prima volta, nella División de Honor.